# 近亲幽灵蛛
近亲幽灵蛛（学名：Pholcus affinis）为幽灵蛛科幽灵蛛属的动物。在中国大陆，分布于江苏、河北、陕西、北京、辽宁、吉林、内蒙、四川、新疆、河南、山东、浙江等地，多见于室内。该物种的模式产地在河北。